# Bioche
Bioche este un oraș din Dominica.